# 올림픽 공원
올림픽 공원은 올림픽 경기가 열리는 스포츠 공원이다.

## 목록
- 멜버른 올림픽 공원, 멜버른 (1956년)
- 로마 올림픽 공원, 로마 (1960년)
- 코마자와 올림픽 공원, 도쿄 (1964년)
- 뮌헨 올림피아 파크, 뮌헨 (1972년)
- 몬트리올 올림픽 공원, 몬트리올 (1976년)
- 루츠니키 스포츠 컴플렉스, 모스크바 (1980년)
- 캐나다 올림픽 공원, 캘거리 (1988년)
- 올림픽공원, 서울특별시 (1988년)
- 바르셀로나 올림픽 공원, 바르셀로나 (1992년)
- 센테니얼 올림픽 공원, 애틀랜타 (1996년)
- 시드니 올림픽 공원, 시드니 (2000년)
- 유타 올림픽 공원, 솔트레이크 시티 (2002년)
- 아테네 올림픽 스포츠 컴플렉스, 아테네 (2004년)
- 올림픽 그린, 베이징 (2008년)
- 런던 올림픽 공원, 런던 (2012년)
- 올림픽 국립공원